# Bico-chato-da-copa

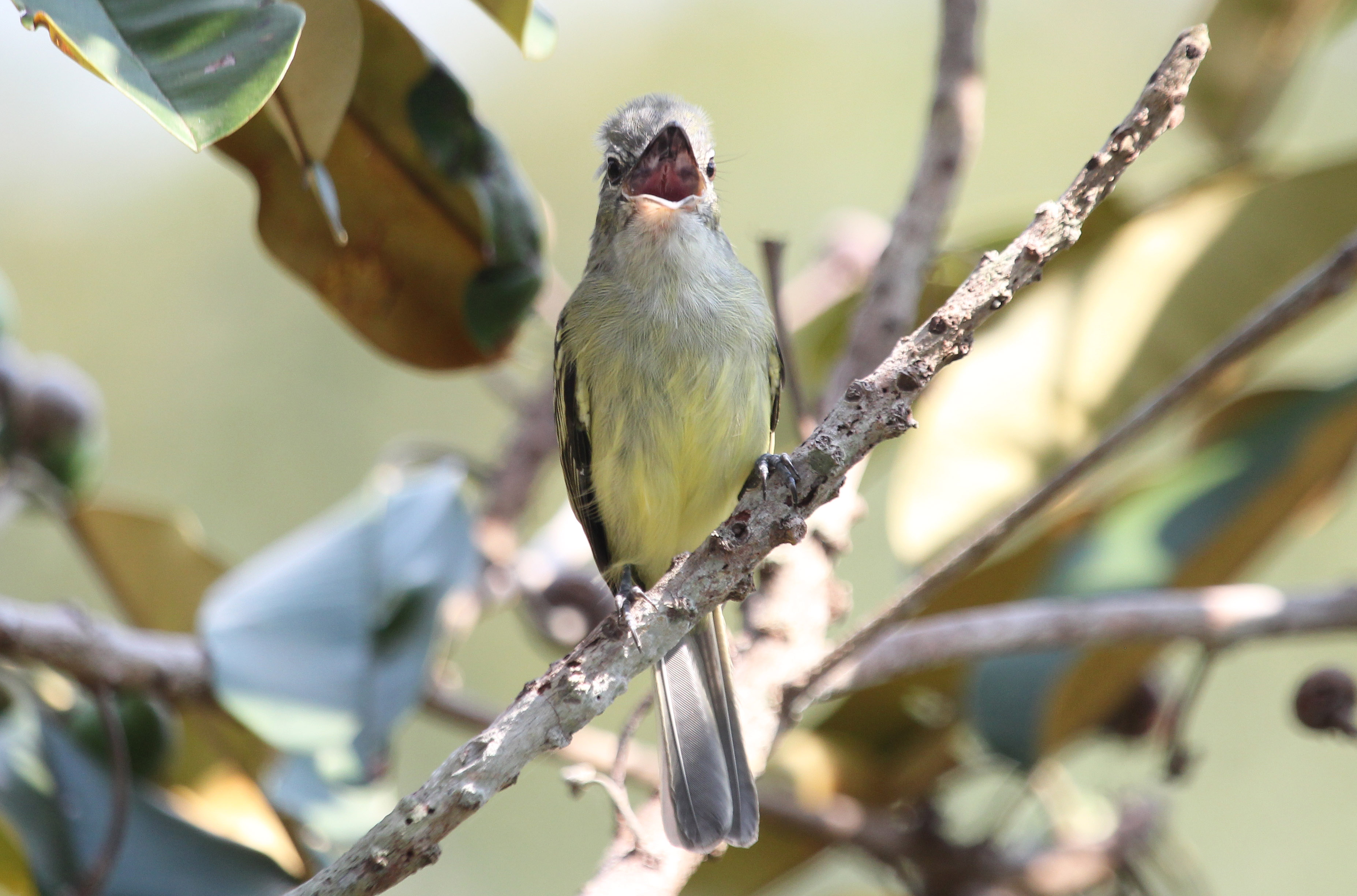
Espécime avistado por pesquisador da Faculdade de Ciências Agrícolas da Universidade Estadual do Oregão

Bico-chato-da-copa (nome científico: Tolmomyias assimilis) é uma espécie amazônica de ave passeriforme da família dos tiranídeos (Tyrannidae).

## Etimologia
O nome genérico masculino Tolmomyias é composto das palavras gregas tolma, tolmēs, que significa "coragem" e/ou "ousadia", e muia, muias, que significa "voar", e o nome específico assimilis vem do latim e significa 'semelhante'.

## Taxonomia e sistemática
O bico-chato-da-copa tem uma história taxonômica complexa, dependendo de estudos genéticos mais completos. Foi descrito pela primeira vez pelo ornitólogo austríaco August von Pelzeln em 1868 sob o nome científico Rhynchocyclus assimilis, cuja localidade-tipo é Borba, no Brasil. No início do século XX, foi tratado como uma subespécie do bico-chato-de-orelha-preta (atualmente T. sulphurescens), mas foi separado pela maioria dos autores a partir de 1940. Em 2025, possuía oito subespécies. No entanto, o que hoje é o bico-chato-ocidental (T. flavotectus) era anteriormente uma nona subespécie. Desde o começo, nos anos 2000, alguns autores, dentre eles Hilty (2003) e Ridgely & Tudor (2009), trataram T. flavotectus como espécie separada, com base na distribuição disjunta, diferenças vocais significativas e pequenas diferenças de plumagem. Foi separado oficialmente a partir de 2016, mas o processo continuou até 2024.
As oito subespécies de bico-chato-da-copa são:
- T. a. neglectus Zimmer, JT, 1939
- T. a. examinatus (Chubb, C, 1920)
- T. a. obscuriceps Zimmer, JT, 1939
- T. a. clarus Zimmer, JT, 1939
- T. a. assimilis (Pelzeln, 1868)
- T. a. sucunduri Whitney, Schunck, MA Rêgo & Silveira, 2013
- T. a. paraensis Zimmer, JT, 1939 (vernáculo: bico-chato-da-copa-paraense[13][14])
- T. a. calamae Zimmer, JT, 1939

A taxonomia do bico-chato-da-copa ainda está em constante evolução. A subespécie T. a. sucunduri foi originalmente descrita como uma espécie completa, No entanto, o Comitê de Classificação Sul-Americano (SACC) rejeitou a Proposta N.º 646 para reconhecimento e todas as classificações consideram-na como a subespécie T. assimilis sucunduri. Algumas das outras subespécies estão sujeitas a constante escrutínio e podem eventualmente ser tratadas como espécies completas. A taxonomia de Clements agrupa as espécies T. a. clarus e T. a. calamae como o "grupo assimilis" e destaca cada uma das outras subespécies separadamente.

## Descrição
O bico-chato-da-copa tem de 13 a 13,5 centímetros (5,1 a 5,3 polegadas) de comprimento e pesa 12 a 17,5 gramas (0,42 a 0,62 onças). Os sexos têm a mesma plumagem. Os adultos da subespécie nominal T. a. assimilis têm uma cabeça cinza principalmente tingida de oliva com um fino anel ocular branco quebrado. Suas costas, garupa e coberturas da cauda superior são verde-oliva. Suas asas são escuras com bordas amarelas nas coberturas maiores e rémiges que aparecem como um espéculo pálido e uma barra alar fraca na asa fechada. Sua cauda é escura. Sua garganta é cinza-claro, seu peito e flancos verde-oliva claros e sua barriga amarelo-claro. Os juvenis têm menos cinza na cabeça do que os adultos, com bordas ocráceas mais largas, mas mais difusas, nas penas das asas. Todas as subespécies têm uma íris verde-oliva a marrom-escura, um bico largo e achatado com uma maxila preta e uma mandíbula marrom-clara a chifre, e pernas e pés cinzentos. Distingue-se do bico-chato-de-orelha-preta por ter as auriculares imaculadas.
As outras subespécies do bico-chato-da-copa diferem da subespécie nominal e entre si da seguinte forma:
- T. a. neglectus: coroa oliva e peito oliva opaco.[6]
- T. a. examinatus: semelhante a neglectus, com o peito oliva ainda mais opaco.[6]
- T. a. obscuriceps: coroa oliva com um leve tom acinzentado.[21][22]
- T. a. clarus: semelhante a obscuriceps, com mais cinza na coroa e barriga amarela mais vibrante.[22]
- T. a. sucunduri: coroa cinza-chumbo mais escura e dorso verde ligeiramente mais escuro do que a nominal.[15]
- T. a. paraensis: coroa oliva com cinza mínimo.
- T. a. calamae: semelhante a obscuriceps, mas com coroa mais escura.

## Distribuição e habitat
As subespécies do bico-chato-da-copa são encontradas assim:[a]
- T. a. neglectus: do departamento de Vichada ao de Vaupés, no leste da Colômbia, estendendo-se para o sudoeste da Amazonas da Venezuela e norte do estado de Bolívar, chegando até o Rio Negro, no noroeste do Brasil;[6][23]
- T. a. examinatus: do leste e sul de Bolívar, na Venezuela, até o leste, através das Guianas e do nordeste do Brasil ao norte do Amazonas até o Atlântico nos estados do Pará e Amapá;[6]
- T. a. obscuriceps: do departamento de Meta, no centro da Colômbia, ao sul através do leste do Equador até o nordeste do Peru (departamento de Loreto) ao norte do Amazonas[21][22][23]
- T. a. clarus: leste do Peru, entre o Rio Maranhão no departamento de Amazonas e o norte do departamento de Puno;[22]
- T. a. assimilis: Brasil central, do centro do estado do Amazonas até o Rio Tapajós, no oeste do Pará;
- T. a. sucunduri: região central da Amazônia brasileira, do rio Canumã e sua cabeceira, o Sucunduri, até o baixo Tapajós[15]
- T. a. paraensis: nordeste do Brasil, do leste do Pará e noroeste do Maranhão até o norte de Mato Grosso
- T. a. calamae: sudeste do Amazonas, Rondônia e norte do estado de Mato Grosso no sudoeste do Brasil, estendendo-se até o norte da Bolívia

O bico-chato-da-copa habita florestas úmidas maduras de vários tipos, incluindo terra firme, várzea, floresta secundária e plantações. Ocorre nas encostas de tepuis na área onde a Venezuela, a Guiana e o Brasil se encontram. É tipicamente encontrado desde o meio da floresta até o subdossel, mas pode ocorrer mais abaixo nas bordas. Em altitude, varia do nível do mar até mais de mil metros (3 300 pés) no Brasil. Em outros lugares, atinge 600 metros (2 000 pés) na Colômbia, 750 metros (2 500 pés) no Equador, mil metros (3 300 pés) e, localmente, até 1 300 metros (4 300 pés) no Peru e 1 200 metros (3 900 pés) na Venezuela.

## Ecologia

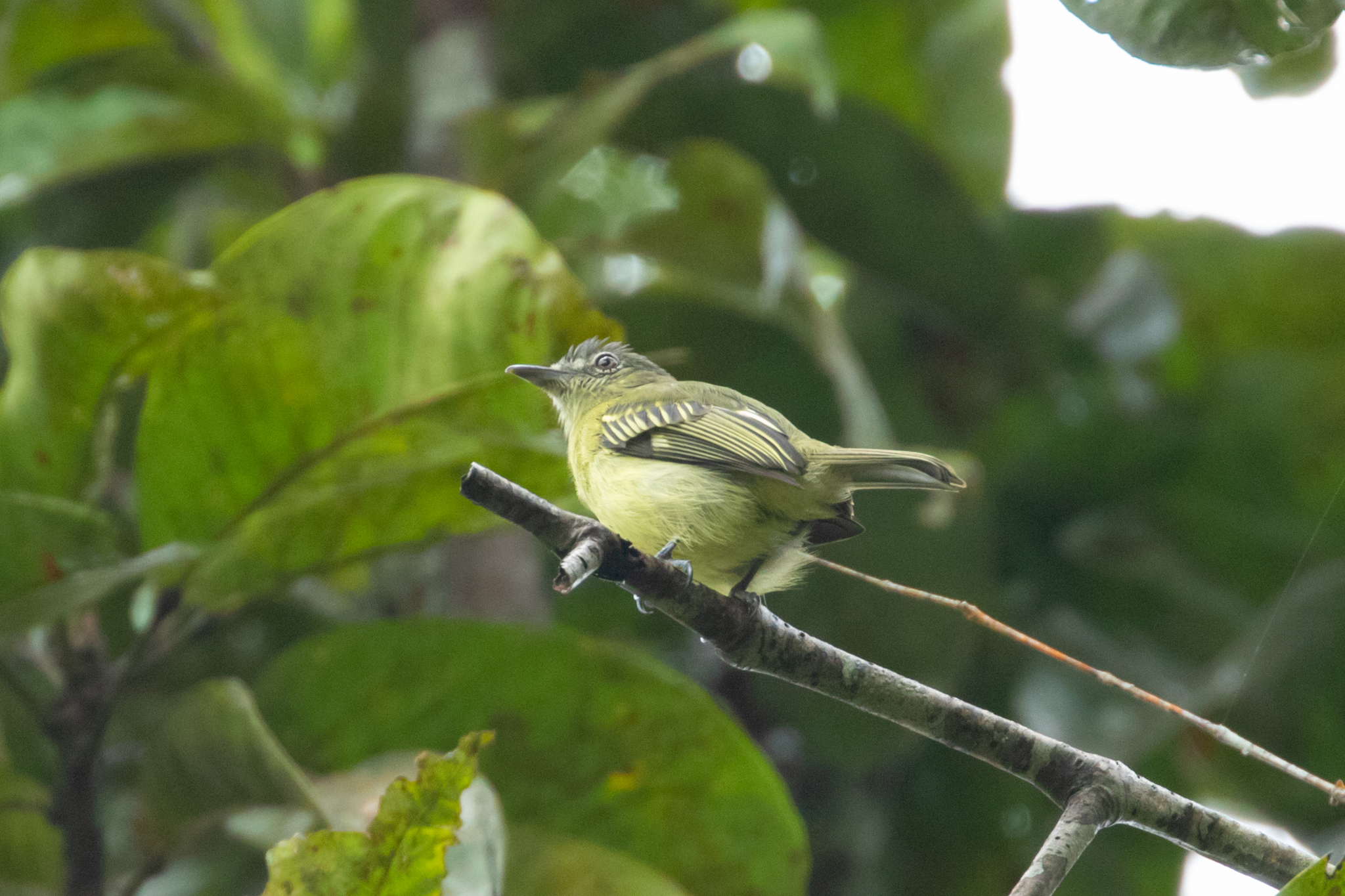
Indivíduos avistado na Colômbia

O bico-chato-da-copa é residente durante todo o ano. Alimenta-se principalmente de artrópodes (coleópteros, himenópteros e homópteros) e pequenos frutos. Normalmente forrageia sozinho ou em pares e frequentemente se junta a bandos de espécies mistas. Alimenta-se principalmente do meio da floresta até o subdossel, mas desce mais para baixo nas bordas. Captura presas principalmente com pequenos saltos ascendentes de um poleiro para agarrá-las ou pairá-las nas folhas; com menos frequência, captura presas no ar. Constrói o ninho em meados de janeiro, sendo este pênsil e em formato de bolsa, com um túnel vertical de acesso (assim como outros bico-chatos). A espécie utiliza materiais vegetais e fúngicos, como pequenos galhos e folhas secas unidos com teia de aranha. Indivíduos já foram observados carregando materiais para ninho em março e agosto. O ninho é colocado a alturas de nove a 21 metros, geralmente
próximo a vespeiros.
O bico-chato-da-copa normalmente canta de um poleiro bem escondido no alto da floresta, principalmente pela manhã e no final da tarde. Suas vocalizações variam geograficamente. Nas Guianas, emite uma "série de notas tipicamente dois a cinco, extremamente nasais, quase gritantes". No Equador, canta "uma série lenta de três notas assobiadas, cada uma ligeiramente mais aguda e estridente, por exemplo, weeeuw...weeeu...weee?" Em grande parte do Peru, ele faz uma "série rouca e crescente de assobios curtos, crescentes ou crescentes-decrescentes" zhree zhrfeee ZHREEE" Na Venezuela, "canta pelo nariz... uma [série] de notas, muito nasais e zumbidas, dadas de maneira lenta, mas enfática, znuu...znee, znuuu-znuuu, variando para znuu...znuu...znuuu, znuuu-PIK!" Comparado às notas "puras e arrastadas" no Equador e no Peru, "[n]a região amazônica oriental [Brasil], as notas são muito diferentes e predominantemente arrastadas, e uma frase Song[sic] pode terminar com uma série de notas tsik curtas!".

## Conservação
Em 2016, a União Internacional para a Conservação da Natureza (UICN / IUCN) avaliou a situação da espécie em sua Lista Vermelha e a considerou como pouco preocupante (LC), pois ocorre numa distribuição extremamente grande e não se aproxima dos limiares para Vulnerável sob o critério de tamanho de distribuição (segundo a IUCN, extensão de ocorrência < 20 mil quilômetros quadrados combinada com um tamanho de distribuição decrescente ou flutuante, extensão/qualidade do habitat ou tamanho populacional e um pequeno número de locais ou fragmentação severa). Sabe-se que suas populações estão em tendência decrescente, mas o declínio não é suficientemente rápido para se aproximar dos limiares para vulnerável (> 30% de declínio ao longo de dez anos ou três gerações) e sua população é muito grande, o que igualmente descaracteriza a classificação como vulnerável (< 10 mil indivíduos maduros com um declínio contínuo estimado em > 10% em dez anos ou três gerações, ou com uma estrutura populacional especificada).
O bico-chato-da-copa é considerado bastante comum na Colômbia e no Peru e incomum a bastante comum na Venezuela. Ocorre em muitas áreas protegidas, tanto públicas quanto privadas, e "[m]uito de seu habitat permanece em condições relativamente intocadas dentro de sua distribuição relativamente grande". Em 2007, a subespécie T. a. paraensis foi classificado como em perigo na Lista de espécies de flora e fauna ameaçadas de extinção do Estado do Pará; e em 2018, a espécie foi classificada como pouco preocupante no Livro Vermelho da Fauna Brasileira Ameaçada de Extinção do Instituto Chico Mendes de Conservação da Biodiversidade (ICMBio).

### Áreas de conservação
No Brasil, em particular, o bico-chato-da-copa ocorre em várias áreas de conservação:
Parques Estaduais e Naturais (PES e PNM)
- Cantão (PE Cantão)
- Rio Negro-Setor Norte (PES Rio Negro Setor Norte)
- Cancão (PNM do Cancão)
- Parcel de Manuel Luís (PEM do Parcel de Manuel Luís)

Estações Ecológicas (ESEC)
- Serra das Araras (ESEC da Serra das Araras)
- Terra do Meio (ESEC da Terra do Meio)
- Caracaraí (ESEC de Caracaraí)
- Niquiá (ESEC de Niquiá)
- Tamoios (ESEC Tamoios)

Florestas Nacionais (Flona)
- Carajás (Flona Carajás)
- Caxiuanã (Flona Caxiuanã)
- Tapajós (Flona do Tapajós)
- Iquiri (Flona Iquiri)
- Jamanxim (Flona Jamanxim)
- Pau-Rosa (Flona Pau-Rosa)
- Trairão (Flona Trairão)
- Crepori (Flona Crepori)
- Itaituba I (Flona Itaituba I)
- Itaituba II (Flona Itaituba II)

Parques Nacionais (PARNA)
- Amazônia (PARNA da Amazônia)
- Campos Amazônicos (PARNA Campos Amazônicos)
- Viruá (PARNA do Viruá)
- Jaú (PARNA do Jaú)
- Tumucumaque (PARNA Montanhas do Tumucumaque)
- Monte Roraima (PARNA Monte Roraima)
- Serra do Divisor (PARNA da Serra do Divisor)
- Serra do Pardo (PARNA da Serra do Pardo)
- Serra da Bocaina (PARNA da Serra da Bocaina)
- Abrolhos (PARNA Marinho dos Abrolhos)

Áreas de Proteção Ambiental (APA)
- Reentrâncias Maranhenses (APA das Reentrâncias Maranhenses)
- Caverna do Maroaga (APA Caverna do Maroaga)
- Lago de Tucuruí (APA do Lago de Tucuruí)
- Margem Direita do Rio Negro (APA Margem Direita do Rio Negro)
- Margem Esquerda do Rio Negro (APA Margem Esquerda do Rio Negro)
- Xeriuini (APA Xeriuini)
- Ponta da Baleia-Abrolhos (APA Ponta da Baleia/Abrolhos)
- Baía das Tartarugas (APA Baía das Tartarugas)

Reservas Biológicas (Rebio)
- Jaru (Rebio do Jaru)
- Nascentes da Serra do Cachimbo (Rebio Nascentes da Serra do Cachimbo)
- Rio Trombetas (Rebio do Rio Trombetas)
- Tapirapé (Rebio Tapirapé)
- Uatumã (Rebio do Uatumã)
- Arvoredo (Rebio Marinha do Arvoredo)

Reservas Extrativistas (Resex)
- Rio Cajari (Resex Rio Cajari)
- Tapajós-Arapiuns (Resex Tapajós-Arapiuns)
- Jaci-Paraná (Resex Jaci-Paraná)

Reservas de Desenvolvimento Sustentável (RDS)
- Amanã (RDS Amanã)
- Bararati (RDS Bararati)
- Rio Iratapuru (RDS do Rio Iratapuru)

Reservas Particulares do Patrimônio Natural (RPPN)
- Adão e Ev (RPPN Adão e Eva)
- Laço de Amor (RPPN Laço de Amor)
- Lote Cristalino (RPPN Lote Cristalino)
- Boa Esperança (RPPN Retiro Boa Esperança)

Terras Indígenas (TI)
- Apiaká do Pontal e Isolados (TI Apiaká do Pontal e Isolados)
- Bragança-Marituba (TI Bragança-Marituba)
- Terra Indígena Igarapé Lourdes (TI Igarapé Lourdes)
- Terra Indígena Kararaô (TI Kararaô)
- Terra Indígena Mamoadate (TI Mamoadate)
- Terra Indígena Médio Rio Negro I (TI Médio Rio Negro I)
- Terra Indígena Raposa Serra do Sol (TI Raposa Serra do Sol)
- Terra Indígena São Marcos (TI São Marcos)
- Terra Indígena Sai-Cinza (TI Sai-Cinza)
- Terra Indígena Uaçá (TI Uaçá)

Outros
- Arie Projeto Dinâmica Biológica de Fragmentos Florestais (ARIE Projeto Dinâmica Biológica de Fragmentos Florestais)
- Amapá (FE do Amapá)